# Paul Cotter
Paul Cotter, né le 16 novembre 1999 à Canton, dans l'État du Michigan, aux États-Unis, est un joueur professionnel américain de hockey sur glace qui joue au poste d'ailier droit. 

## Biographie

### Jeunesse
Paul Cotter est né le 16 novembre 1999 à Canton dans l'État du Michigan aux États-Unis de Lisa et Paul Cotter.

### Carrière junior
En 2016, il est repêché au 128e rang lors du repêchage de 2016 de la NAHL par le Blizzard de Brookings. Il est aussi repêché au 145e rang par les Stars de Lincoln lors du repêchage de 2016 de l'USHL,.
Lors de la saison 2016-2017, il fait ses débuts dans le junior avec le Blizzard de Brookings dans la North American Hockey League. En 59 parties, il inscrit 28 buts, 32 aides et 103 minutes de punition, terminant au 6e rang des pointeurs de la ligue. Cotter est honoré avec de multiples prix, tels que la recrue de l'année et une nomination dans la première équipe d'étoiles de la NAHL. En séries éliminatoires, le Blizzard est éliminé lors du premier tour, en cinq parties, par le Wilderness du Minnesota. Cotter termine la série avec deux aides.
La saison suivante, en 2017-2018, Cotter rejoint les Stars de Lincoln dans la United States Hockey League. Il obtient une récolte de 18 buts et 21 aides, terminant au quatrième rang des pointeurs de son équipe. En séries éliminatoires, les Stars blanchissent le Stampede de Sioux Falls lors du premier tour. Au cours du tour suivant, les Stars se font balayer à leur tour par les Black Hawks de Waterloo. Il termine les séries avec quatre buts et quatre aides. Pendant la saison morte, Cotter est repêché lors du quatrième tour, au 115e rang, lors du repêchage d'entrée dans la LNH 2018 par les Golden Knights de Vegas.
En 2018-2019, il commence la saison avec l'université de l'Ouest du Michigan dans la NCAA, école avec laquelle il s'était engagé à rejoindre en 2016. Il joue huit parties avec eux, récoltant une aide, avant de rejoindre les Knights de London dans la LHO. Avec les Knights, il joue 48 parties, obtenant 9 buts et 17 aides. En séries éliminatoires, ils balayent les Spitfires de Windsor lors du premier tour. Leur chemin prend fin lors de la deuxième ronde, alors que Nick Suzuki et le Storm de Guelph les éliminent en sept parties. London remporte les 3 premières parties de la série, mais Guelph parvient à remporter les quatre parties suivantes pour compléter la remontée. Guelph va par la suite remporter la Coupe J.-Ross-Robertson, remis annuellement au champion des séries éliminatoires de la LHO. En 11 parties, Cotter est blanchi de la feuille de pointage.

### Carrière professionnelle
Cotter fait ses débuts chez les professionnels lors de la saison 2019-2020, avec les Wolves de Chicago, club-école des Golden Knights dans la Ligue américaine de hockey. Au cours de sa première saison, il enregistre 4 buts, 5 aides et 24 minutes de punition en 56 rencontres. La saison est écourtée en raison de la pandémie de COVID-19, et donc les séries éliminatoires sont annulées.
En 2020-2021, les Golden Knights changent d'affiliation et Cotter joue maintenant avec les Silver Knights de Henderson. Au cours de cette saison, encore une fois écourtée en raison de la pandémie, il récolte 5 buts et 11 aides en 38 parties. Les Silver Knights terminent 1er de la division Pacifique, mais les séries sont annulées en raison de la pandémie.

## Vie privée
Cotter a un frère cadet, Jack, qui joue lui aussi au hockey. 

## Trophées et honneurs

### NAHL
- 2016-2017:
  - Attaquant de l'année de la division Centrale
  - Joueur le plus utile de la division Centrale
  - nommé dans l'équipe All-Rookie de la division Centrale
  - nommé dans l'équipe d'étoiles de division Centrale
  - nommé dans l'équipe All-Rookie
  - nommé dans la première équipe d'étoiles
  - Recrue de l'année

### USHL
- 2017-2018: nommé dans l'équipe All-Rookie

### LNH
- 2022-2023: remporte la Coupe Stanley